# Ramon de Meer i Kindelán
Ramon de Meer i Kindelán, baron de Meer (Barcelone, 11 janvier 1787 - Madrid, 5 novembre 1869) est un militaire espagnol d'origine flamande. 

## Biographie
Vers 1830, il sert sous les ordres du comte d'Espagne. Durant la première guerre Carliste il lutte contre les carlistes en Navarre.
En 1837 il est nommé capitaine général de Catalogne. Durant son mandat il s'éloigne des modérés et réprime avec violence les progressistes. Il réorganise l'administration militaire pour en faire une troupe offensive. Il démembre la milice nationale et crée le conseil supérieur de Catalogne et la Junte administrative centrale pour protéger l'activité économique. Il considère la Catalogne comme une unité administrative en opposition avec le gouvernement qui tente de rendre effective la récente division en provinces. 
Durant la première guerre carliste il mène à bien des campagnes victorieuses contre les carlistes en 1837.
La répression du baron de Meer atteint un niveau si grave que les Corts sont obligés de le destituer. Il redevient cependant capitaine général de Catalogne de 1843 à 1845. Il est nommé comte de Gra, député et sénateur par la reine Isabelle II d'Espagne.